# Kärrsopp
Kärrsopp (Leccinum niveum) är en i Sverige förekommande svampart i familjen strävsoppar som tillhör divisionen basidiesvampar, och som först beskrevs av Elias Fries, och fick sitt nu gällande namn av Stephan Rauschert 1987. Kärrsopp ingår i släktet Leccinum, och familjen Boletaceae. Arten är reproducerande i Sverige. Inga underarter finns listade i Catalogue of Life.
Arten är ätlig.